# Anal Cunt
Anal Cunt, també conegut com AxCx i AC, va ser un grup de grindcore estatunidenc que es va formar a Newton el 1988. La banda, que mai no va tenir un baixista, és coneguda pel seu estil musical feixuc i sorollós. Anal Cunt es va dissoldre el 2011 després que el fundador i líder del grup, Seth Putnam, morís d'un atac de cor als 43 anys d'edat.
Sovint es fa referència a la banda amb les seves inicials AC (sovint escrites com AxCx) a causa de la naturalesa ofensiva del seu nom i de la censura en algunes emissores de ràdio i publicacions, i moltes de les portades dels seus àlbums simplement mostren les inicials AC. No obstant això, el grup va aconseguir subvertir fins i tot aquesta abreviatura dibuixant aquestes lletres d'una manera semblant a un anus i una vulva, fet que es pot comprovar en molts dels seus àlbums.
El material inicial del grup no contenia lletres ni música prèviament escrites, sinó que va desenvolupar un estil totalment improvisat que consistia en crits extremadament forts i inintel·ligibles. Amb el temps, Anal Cunt va anar canviant el seu estil i a poc a poc va començar a incorporar més riffs i lletres ja escrites a les seves cançons. Va ser aleshores que el grup es va guanyar la reputació de ser intencionadament indignant i obscè. El 2010 i el 2011 van veure el llançament dels seus dos últims àlbums: un àlbum de «cock rock» titulat Fuckin' A, i un àlbum d'estil similar al seu material més antic anomenat Wearing Out Our Welcome.

## Discografia
- Everyone Should Be Killed (1994)
- Top 40 Hits (1995)
- 40 More Reasons to Hate Us (1996)
- I Like It When You Die (1997)
- Picnic of Love (1998)
- It Just Gets Worse (1999)
- Defenders of the Hate (2001)
- 110 Song CD (2008)
- Fuckin' A (2010)
- Wearing Out Our Welcome (2011)